# Rasmane Ouedraogo
Rasmane Ouedraogo (...) è un attore burkinabé.

## Biografia
Rasmane Ouedraogo fece i suoi studi a Parigi, dove si diplomò all'ESEC (École supérieure d'études cinématographiques). È stato presidente della Fédération Internationale des Coalitions pour la Diversité Culturelle.

## Filmografia
- La scelta (Yam Daabo), regia di Idrissa Ouédraogo (1987)
- La nonna
- Tilaï, regia di Idrissa Ouedraogo (1990)
- La Promesse, regia di Jean-Pierre Dardenne e Luc Dardenne (1996)
- Le Monde à l'endroit (film tv)
- Adanggaman, regia di Roger Gnoan M'Bala (2000)
- Le Truc de Konaté, regia di Fanta Régina Nacro (2001)
- La Colère des dieux, regia di Idrissa Ouedraogo (2003)
- Moolaadé, regia di Ousmane Sembène (2004)
- La Nuit de la vérité
- Sous la clarté de la lune
- Rêves de poussière
- La Nuit des rois, regia di Philippe Lacôte (2020)